# Doloras
Las Doloras son un conjunto de poemas con una composición breve, carácter dramático y carga filosófica que comenzó a publicar Ramón de Campoamor en 1846 si bien habían aparecido muestras previas en 1844. Fueron un gran éxito editorial en la época de modo que nunca dejó de publicarlas y han pasado al acervo popular.

## Características de lasDoloras
Junto a las creaciones de poesía cívica de Nuñez de Arce estas Doloras son la muestra principal de la poesía antirromántica. Esta poesía antirromántica coincide con el desarrollo del positivismo y una concepción antiidealista que se define por oposición a Zorrilla y Espronceda. Se trata de una corriente renovadora que se inicia en el romanticismo y se distancia progresivamente de lo que Campoamor llama ya en 1837 «metáforas petrificadas».
Ya desde Ternezas y Flores, Campoamor muestra una enorme personalidad poética que le aleja de Zorrilla y se culmina en las Doloras. En estos poemas la inspiración poética queda en un plano secundario respecto a la reflexión y el estudio. Son poemas de ideas, no de sentimientos. Suelen por ello acercarse al prosaísmo y contener cierto humor irónico; sin metáforas ni símbolos.
Entre 1883 y 1890 Campoamor publicará una poética personal en la que defiende la inexistencia de un lenguaje poético per se. Su carácter pragmático le conduce al didactismo, heredado de la fábula y presente, por ejemplo, en ¿Quién supiera escribir?.